# Hugo Zeye (Schiff)
Die Hugo Zeye war ein Torpedoschulschiff der deutschen Kriegsmarine im Zweiten Weltkrieg. Das Schiff war benannt nach Vizeadmiral Hugo Zeye (1852–1909), Inspekteur des Torpedowesens der Kaiserlichen Marine in den Jahren 1903 bis 1909.

## Bau und technische Daten
Das Schiff wurde 1938 bei der Werft AG Neptun in Rostock auf Kiel gelegt. Es sollte das vierte und letzte Schiff einer Klasse von türkischen Kombischiffen werden, von denen die ersten drei noch vor Beginn des Krieges abgeliefert worden waren. Das vierte Schiff war bei Kriegsbeginn noch im Bau, wurde von der Kriegsmarine beschlagnahmt und schließlich als Torpedoschulschiff weitergebaut. Der Stapellauf erfolgte am 14. September 1940, die Indienststellung am 19. Juli 1942.
Das Schiff war 146 m lang (über alles; 138 m in der Wasserlinie) und 16 m breit und hatte 6,5 m Tiefgang. Bei voller Ausrüstung betrug die Wasserverdrängung 10.750 Tonnen. Zwei Dreifach-Expansions-Dampfmaschinen mit zusammen 9000 PS ermöglichten über zwei Schrauben eine Höchstgeschwindigkeit von 18 Knoten. Das Schiff war mit acht 53,3-cm-Torpedorohren in zwei schwenkbaren Vierergruppen ausgerüstet. Die übrige Bewaffnung bestand lediglich aus Flugabwehrkanonen: vier 3,7-cm-Flak und bis zu vierzehn 2-cm-Fla-MG.

## Laufbahn und Verbleib
Die Hugo Zeye wurde am 4. Juli 1942 in Dienst gestellt und dem Höheren Kommandeur der Torpedoschulen (H.K.T.), bzw. dem Schulverband des H.K.T., bei der Inspektion des Torpedowesens als Torpedoschulschiff zugewiesen. Sie diente dann in der Ostsee zur Ausbildung von Torpedopersonal auf Überwasserschiffen.
In den letzten Kriegsmonaten nahm das Schiff an der Evakuierung von Wehrmachtspersonal und Zivilisten aus Ost- und Westpreußen teil. Dabei lief es, voll beladen mit Flüchtlingen, am 14. März 1945 nordwestlich von Fehmarn auf eine Mine und sank. Bis auf ein Besatzungsmitglied und vier Flüchtlinge konnten alle beim Untergang an Bord befindlichen Menschen gerettet werden.
Koordinaten: 54° 33′ 35″ N, 10° 52′ 29″ O

## Kommandanten
- Korvettenkapitän d. R. Wilhelm Warnholtz: von Mai 1942 bis November 1944
- Fregattenkapitän Paul Schulze: von November 1944 bis zum Untergang